# Notch (eiwit)

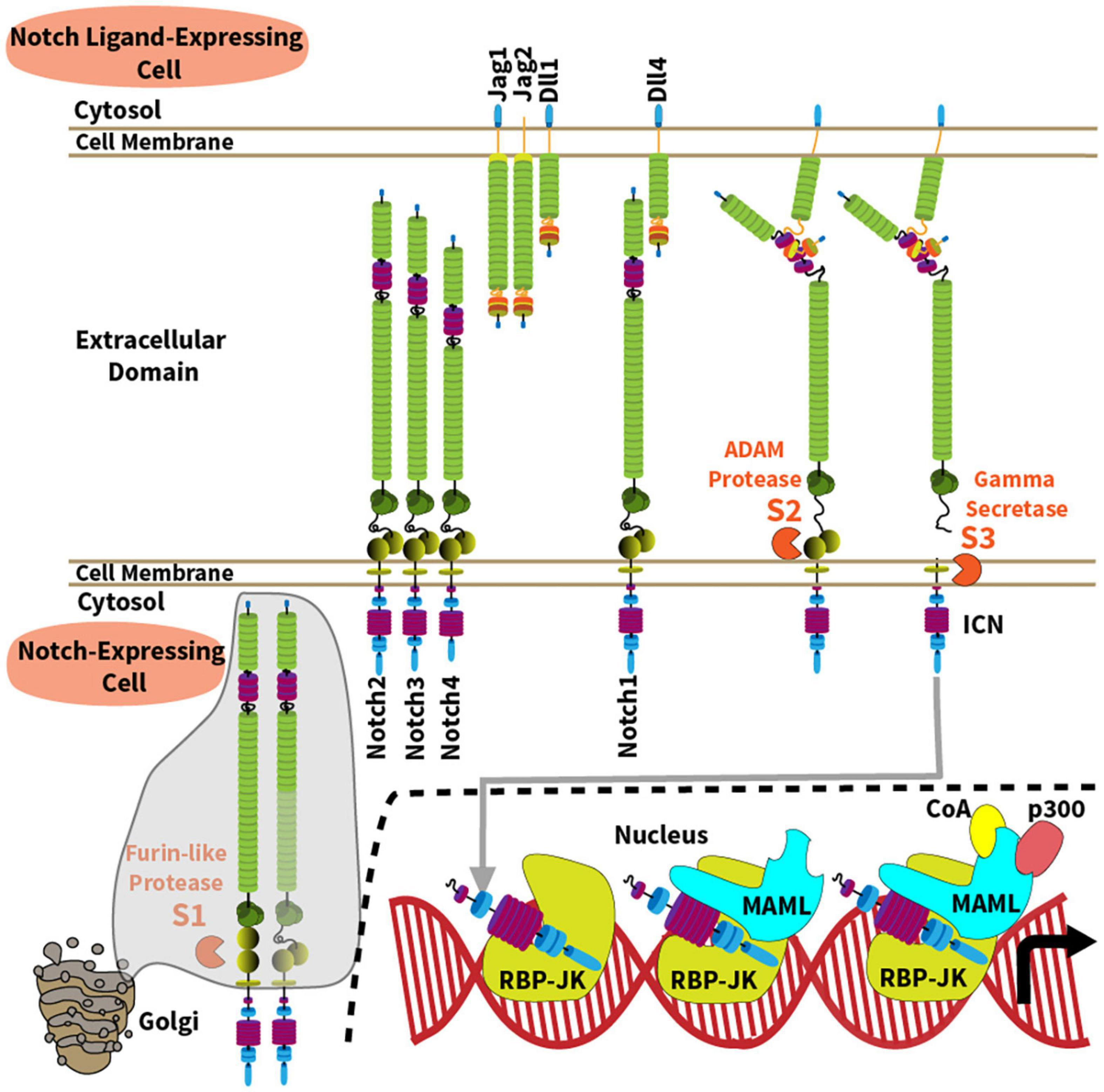
Notch-signalering

Notch-eiwitten zijn een familie van type 1 transmembraaneiwitten die een kerncomponent vormen van de Notch-signalering, dat sterk geconserveerd is bij dieren. Het Notch extracellulaire domein bemiddelt interacties met DSL-familieliganden (DSL: Delta/Serrate/Lag-2, Delta=DLL1/DLL3/DLL4, Serrate=JAG1/JAG2), waardoor het kan deelnemen aan juxtacriene signalering. Juxtacriene communicatie is een vorm van celsignalering tussen aangrenzende cellen waarbij oligosachariden, lipiden of membraaneiwitten betrokken zijn en die van invloed is op de zendende cel of op enkele aangrenzende cellen.
Het Notch intracellulaire domein fungeert als een transcriptionele activator wanneer het een complex vormt met CSL-familietranscriptiefactoren (CSL: Suppressor of Hairless, Lag-1). Leden van deze type 1 transmembraaneiwitfamilie delen verschillende kernstructuren, waaronder een extracellulair domein dat bestaat uit meerdere epidermale groeifactor (EGF)-achtige herhalingen en een intracellulair transcriptioneel activeringsdomein (TAD: Topologically associating domain). Notch-familieleden opereren in verschillende weefsels en spelen een rol in verschillende ontwikkelingsprocessen door beslissingen tijdens de celdifferentiatie het lot van een cel te controleren. Veel van wat bekend is over de Notch-functie komt uit studies die zijn uitgevoerd in Caenorhabditis elegans en Drosophila melanogaster. Menselijke homologen zijn ook geïdentificeerd, maar details van de Notch-functie en interacties met zijn liganden zijn in deze context niet goed bekend.

## Structuur

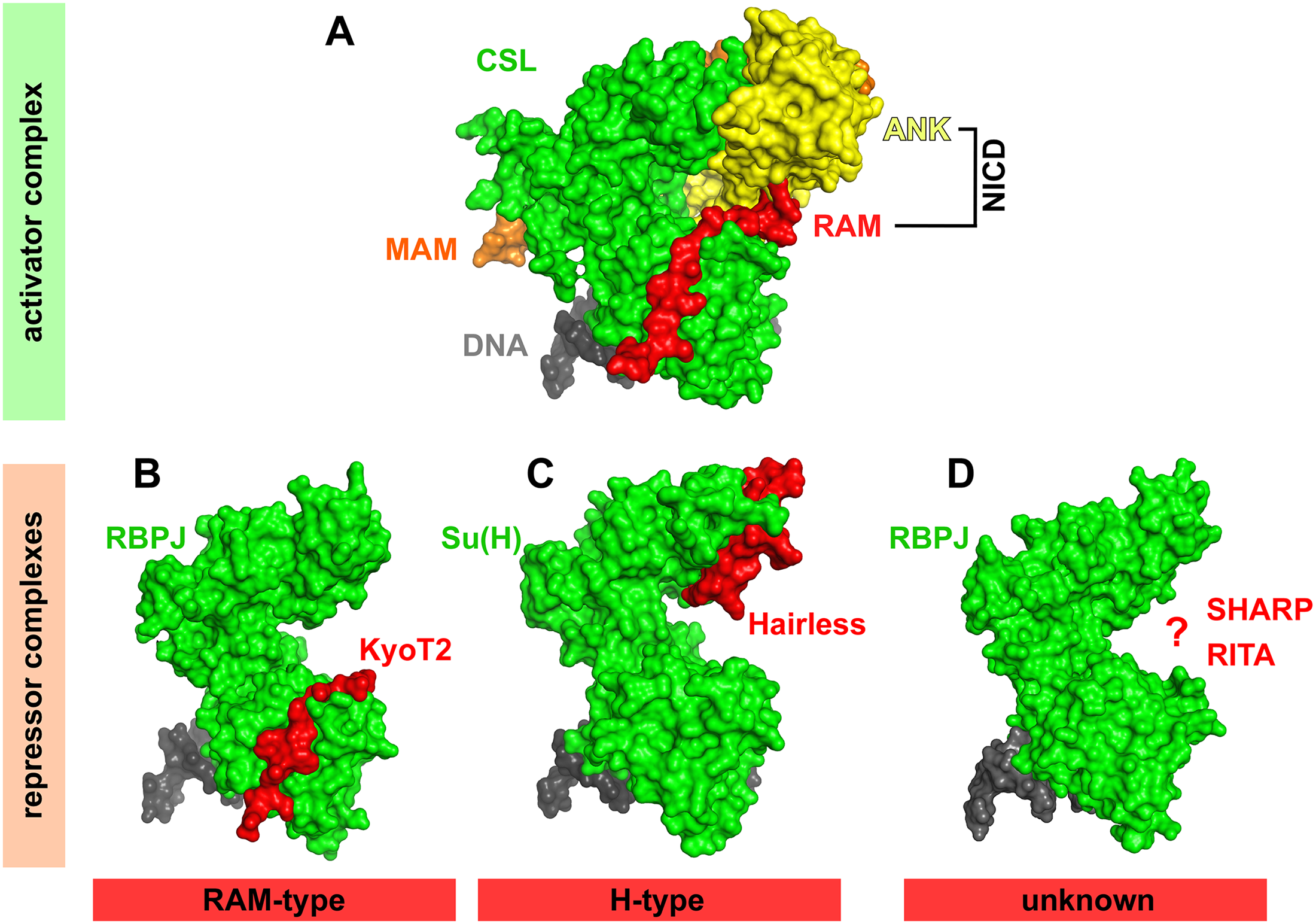
Oppervlakte-aanzichten van het CSL-coactivatorcomplex (boven) en corepressorcomplexen

Drosophila melanogaster bevat één Notch-eiwit, Caenorhabditis elegans bevat twee redundante Notch-paralogen, Lin-12 en GLP-1, en mensen hebben vier Notch-varianten, Notch 1-4. Hoewel er variaties bestaan tussen homologen, is er een set van zeer geconserveerde structuren gevonden in alle Notch-familie-eiwitten. Het eiwit kan grofweg worden gesplitst in het Notch extracellulaire domein (NECD) en Notch intracellulaire domein (NICD) die met elkaar verbonden zijn door een single-pass transmembraandomein (TM). Een single-pass membraaneiwit is een transmembraaneiwit dat de lipide-dubbellaag slechts één keer overspant.
Het NECD bevat 36 EGF-herhalingen in Drosophila melanogaster, 28-36 bij mensen, en 13 en 10 in Caenorhabditis elegans Lin-12 en GLP-1 respectievelijk. Deze herhalingen worden sterk gemodificeerd door O-glycosylering en de toevoeging van specifieke O-gekoppelde glycanen is noodzakelijk gebleken voor een goede werking. De EGF-herhalingen worden gevolgd door drie cysteïnerijke Lin-12/Notch-herhalingen (LNR) en een heterodimerisatiedomein (HD). Samen vormen de LNR en HD het negatieve regulerende regio grenzend aan het celmembraan en helpen signalering te voorkomen bij afwezigheid van ligandbinding.
NICD fungeert als een transcriptiefactor die wordt vrijgegeven nadat ligandbinding de splitsing ervan te weeg brengt. Het bevat een celkern lokalisatiesequentie (NLS) die de translocatie naar de celkern bemiddelt, waar het een transcriptioneel complex vormt samen met verschillende andere transcriptiefactoren. Eenmaal in de celkern, interageren verschillende ankyrine-repeats en het RAM-domein (RNMT-Activating Mini-protein, RNMT: mRNA (guanine-N7-)-methyltransferase) tussen de NICD- en CSL-eiwitten om een transcriptioneel activeringscomplex te vormen. Bij mensen speelt een extra PEST-domein een rol bij de afbraak van NICD.[30] PEST is een primaire eiwitstructuur dat veel proline (P), glutaminezuur (E), serine (S) en threonine (T) bevat.

## Functie

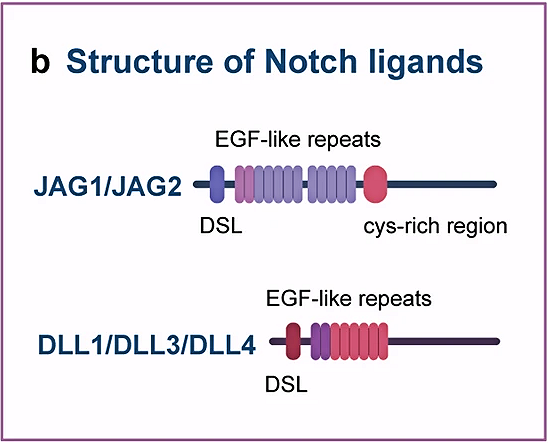
Notch liganden

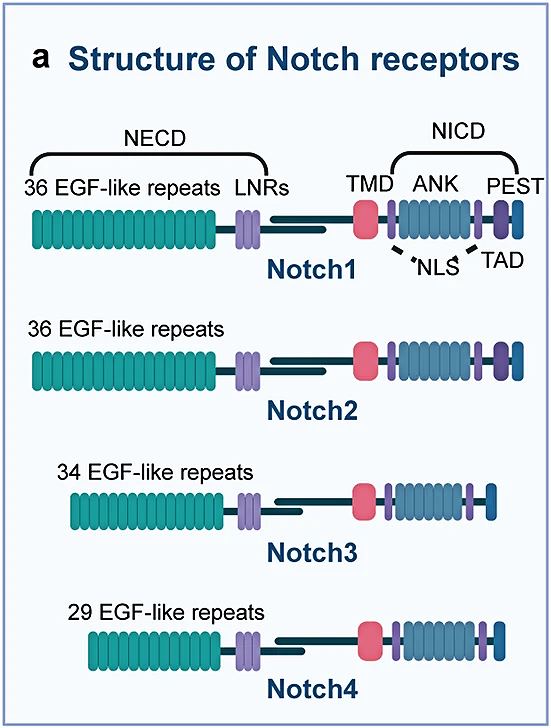
Notch recptoren.

Notch-familieleden spelen een rol in verschillende ontwikkelingsprocessen door beslissingen over het lot van een cel bij de celdifferentiatie te controleren. Het Notch-signaleringsnetwerk is een evolutionair geconserveerde intercellulair signalering dat interacties tussen fysiek aangrenzende cellen reguleert. In Drosophila melanogaster vestigt de Notch-interactie met zijn celgebonden liganden een intercellulaire signalering dat een sleutelrol speelt in de ontwikkeling. Dit eiwit functioneert als een receptor voor membraangebonden liganden en kan meerdere rollen spelen tijdens de ontwikkeling.Een tekort kan worden geassocieerd met een bicuspide aortaklep ( aortaklep met niet de gebruikelijke drie klepslippen, maar met slechts twee).
Er is bewijs dat geactiveerde Notch 1 en Notch 3 de differentiatie van voorlopercellen bevorderen. Notch 1, dat dan al vóór de geboorte wordt geactiveerd, induceert radiale gliacel-differentiatie, maar induceert na de geboorte de differentiatie in astrocyten. Uit één onderzoek blijkt dat de Notch 1-cascade op een onbekende manier wordt geactiveerd door Reeline. Volgens een ander onderzoek werken Reeline en Notch 1 samen bij de ontwikkeling van de gyrus dentatus.

## Ligandinteracties
Notch-signalering wordt geactiveerd via direct cel-tot-celcontact, gemedieerd door interacties tussen het Notch-receptoreiwit in de signaalontvangende cel en een ligand in een aangrenzende signaaldoorgevende cel. Deze type 1 single-pass transmembraaneiwitten vallen in de Delta/Serrate/Lag-2 (DSL)-familie van eiwitten, die is vernoemd naar de drie canonieke Notch-liganden. Delta en Serrate worden aangetroffen in Drosophila melanogaster, terwijl Lag-2 wordt aangetroffen in Caenorhabditis elegans. Mensen bevatten 3 Delta-homologen, Delta-achtige 1, 3 en 4, evenals twee Serrate-homologen, Jagged 1 en 2. Notch-eiwitten bestaan uit een relatief kort intracellulair domein en een groot extracellulair domein met een of meer EGF-motieven en een N-terminus DSL-bindend motief. EGF-herhalingen 11-12 op het extracellulaire Notch-domein zijn noodzakelijk en voldoende gebleken voor trans-signaleringsinteracties tussen Notch en zijn liganden. Bovendien zijn EGF-herhalingen 24-29 betrokken bij de remming van cis-interacties tussen Notch en liganden die in dezelfde cel worden samen tot expressie gebracht.

## Proteolyse

Diagram van een ectodomein dat door ADAM-metalloprotease wordt afgesplitst.

Om een signaalgebeurtenis te laten plaatsvinden, moet het Notch-eiwit op verschillende plaatsen worden gesplitst. Bij mensen wordt Notch eerst gesplitst in het NRR-domein door furine terwijl het wordt verwerkt in het trans-Golgi-netwerk voordat het op het celoppervlak wordt gepresenteerd als een heterodimeer. Drosophila melanogaster-Notch heeft deze splitsing niet nodig om signaaloverdracht te laten plaatsvinden, en er is enig bewijs dat suggereert dat LIN-12 en GLP-1 op deze plaats worden gesplitst in Caenorhabditis elegans.
Vrijgave van de NICD wordt bereikt na nog eens twee splitsingsgebeurtenissen aan Notch. Binding van Notch aan een DSL-ligand resulteert in een conformationele verandering die een splitsingsplaats in de NECD blootlegt. Enzymatische proteolyse op deze plaats wordt uitgevoerd door een A Disintegrin and Metalloprotease-domein (ADAM)-familieprotease. Dit eiwit wordt Kuzbanian genoemd in Drosophila melanogaster, sup-17 in Caenorhabditis elegans, en ADAM10 bij mensen. Na proteolytische splitsing ondergaat de vrijgekomen NECD endocytose in de signaaloverdragende cel, waarbij slechts een klein extracellulair deel van Notch achterblijft. Dit afgeknotte Notch-eiwit kan vervolgens worden herkend door een γ-secretase die de derde plaats in het TM-domein (single-pass transmembraandomein) splitst.

## Ontdekking

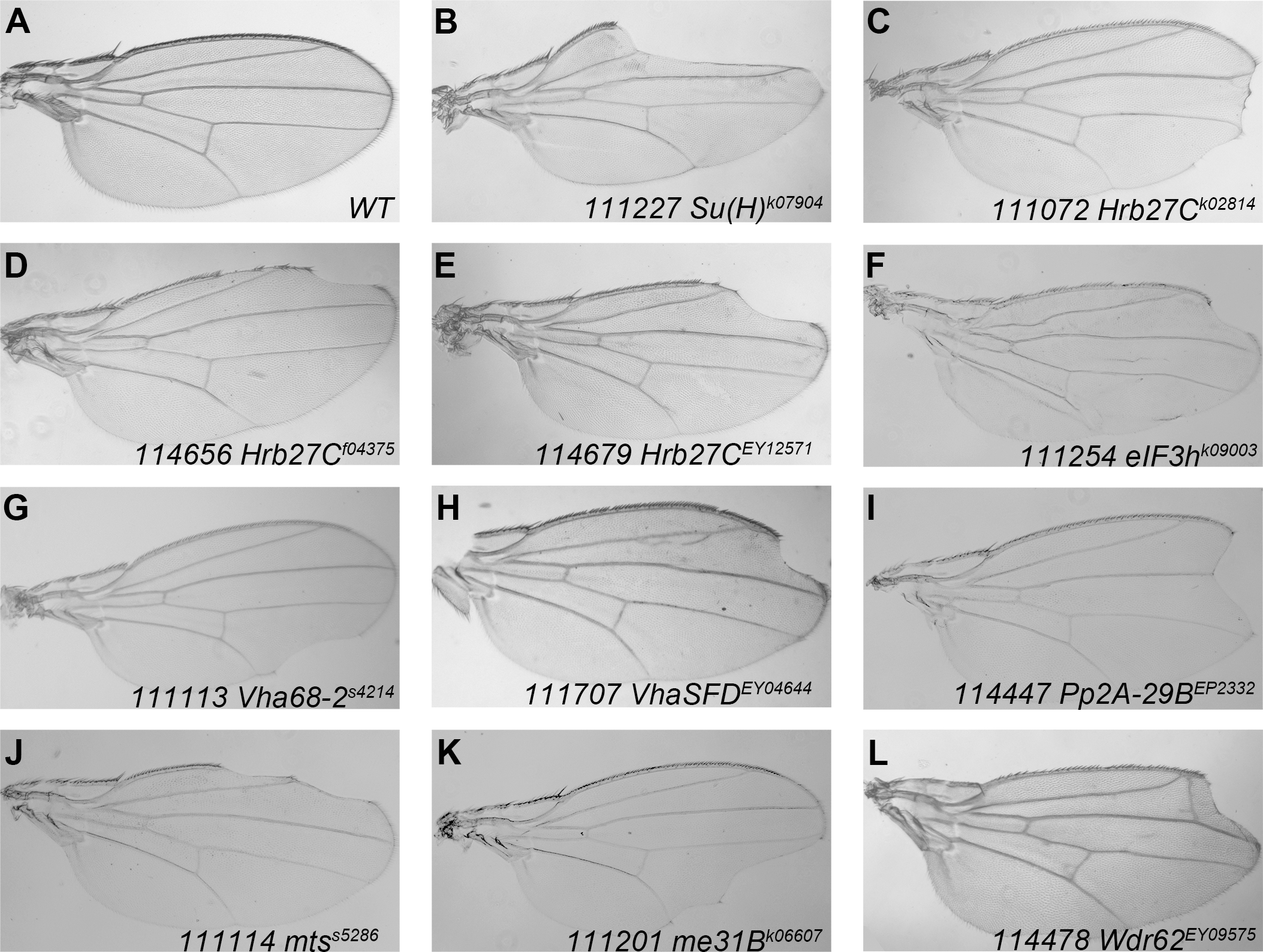
Veronderstelde Notch-signaalmodulatoren reguleren de vorming van de vleugelrand.

Notch werd ontdekt in een gemuteerde Drosophila melanogaster in maart 1913 in het laboratorium van Thomas Hunt Morgan. Deze mutant ontstond na verschillende generaties van het kruisen en terugkruisen van gleufvleugelvliegen met wilde-type vliegen en werd voor het eerst gekarakteriseerd door John S. Dexter. Het meest frequent waargenomen fenotype in Notch-mutante vliegen is het verschijnen van een ronde inkeping (engels:notch) aan het meest distale uiteinde van de vleugels, waarnaar het gen is vernoemd, vergezeld door een zijkant zonder borstelharen.Het bleek een dominant geslachtsgebonden mutant op het X-chromosoom te zijn die alleen kon worden waargenomen bij heterozygote vrouwtjes, omdat het dodelijk was bij mannetjes en homozygote vrouwtjes. Het eerste Notch-allel werd in 1917 vastgesteld door C.W. Metz en C.B. Bridges. Eind jaren dertig leverden studies van vliegenembryogenese, uitgevoerd door Donald F. Poulson, de eerste indicatie van Notch's rol in de embryonale ontwikkeling. Notch-8 mutante mannetjes vertoonden een gebrek aan de binnenste kiembladen, het endoderm en mesoderm, wat resulteerde in embryonale letaliteit. Latere studies in vroege Drosophila melanogaster-neurogenese leverden enkele van de eerste indicaties van Notch's rol in cel-cel signalering, aangezien het zenuwstelsel in Notch mutanten werd ontwikkeld door het opofferen van hypodermale cellen.
Vanaf de jaren tachtig begonnen onderzoekers meer inzicht te krijgen in de functie van Notch door middel van genetische en moleculaire experimenten. Genetische screenings uitgevoerd in Drosophila melanogaster leidden tot de identificatie van verschillende eiwitten die een centrale rol spelen bij de Notch-signalering, waaronder enhancer of split (E(spl), Master mind, Delta, Suppressor of Hairless (CSL), en Serrate. Tegelijkertijd werd het Notch-gen succesvol gesequenced en gekloond, wat inzicht gaf in de moleculaire architectuur van Notch-eiwitten en leidde tot de identificatie van Notch-homologen in Caenorhabditis elegans en uiteindelijk in zoogdieren.
Begin jaren negentig werd Notch steeds meer geïmpliceerd als de receptor van een voorheen onbekende intercellulair celsignalering waarin het intercellulaire domein van Notch (NICD) naar de celkern wordt getransporteerd waar het fungeert als een transcriptiefactor om doelgenen rechtstreeks te reguleren. De vrijgave van de NICD bleek het resultaat te zijn van proteolytische splitsing van het transmembraaneiwit door de acties van de katalytische subeenheid preseniline van het γ-secretasecomplex. Dit was een belangrijke interactie, aangezien preseniline betrokken is bij de ontwikkeling van de ziekte van Alzheimer. Dit en verder onderzoek naar het mechanisme van Notch-signalering leidden tot onderzoek dat Notch verder in verband zou brengen met een breed scala aan menselijke ziekten.

## Klinische betekenis

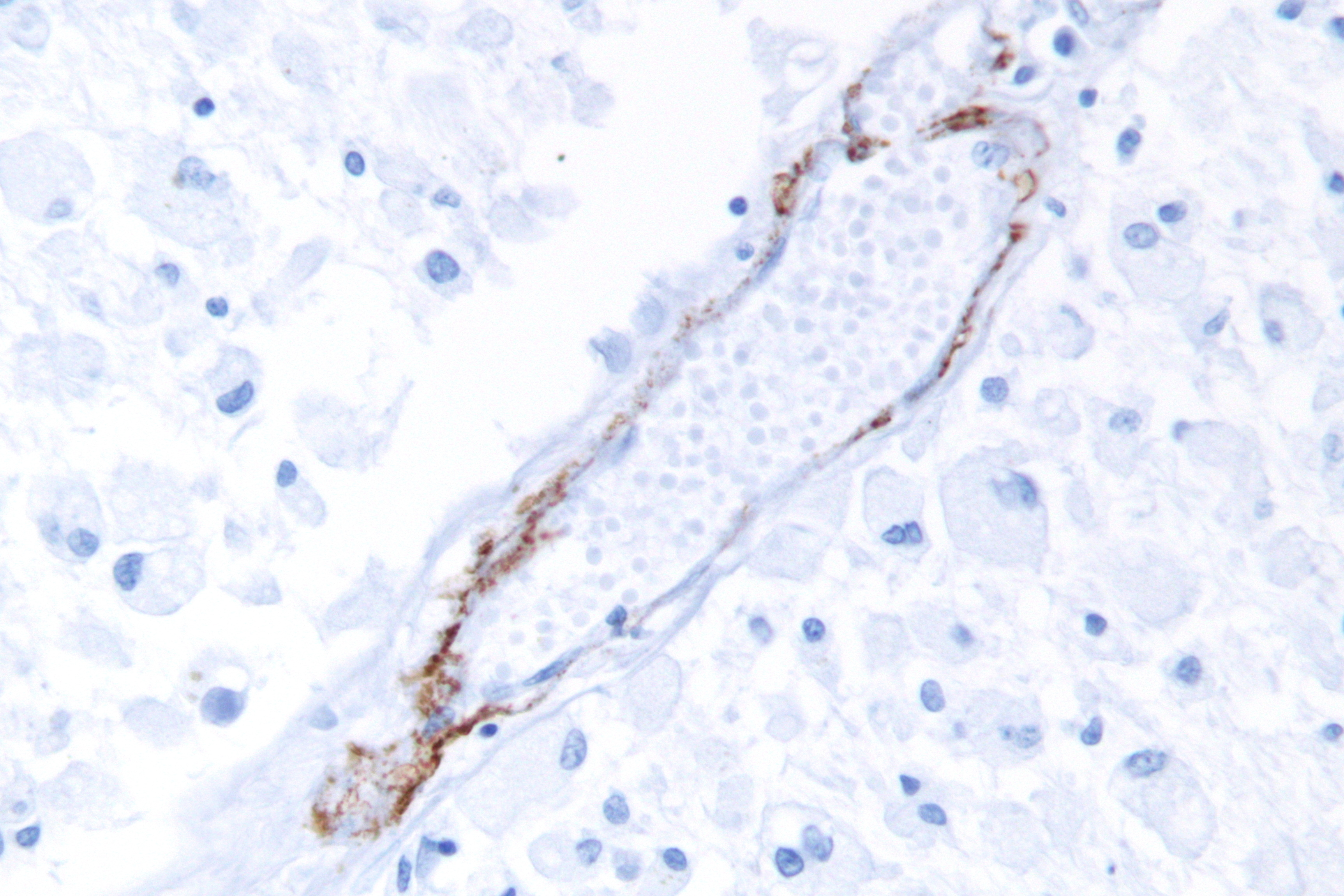
CADASIL-syndroom met een Notch 3 immunokleuring

De oorzaak van het syndroom van Alagille is nog niet volledig opgehelderd. Bij ca 70% van de patiënten zijn afwijkingen in een gen genaamd JAG1 aantoonbaar. Het gen ligt op chromosoom 20, locatie 20p12. Het codeert voor Jagged 1, dat een functie heeft bij signaaluitwisseling tussen cellen zowel tijdens de embryonale ontwikkeling als daarna.
Mutaties in het Notch2-gen veroorzaakt het Hajdu–Cheney syndroom. Het is een uiterst zeldzame autosomaal dominante aangeboren afwijking van het bindweefsel, gekenmerkt door ernstige en overmatige botresorptie die leidt tot osteoporose en een breed scala aan andere mogelijke symptomen.
Mutaties in Notch3 zijn geïdentificeerd als de onderliggende oorzaak van het CADASIL-syndroom (cerebrale autosomale dominant arteriopathie met subcorticale infarcten en leukencefalopathie).  Mutaties in Notch3 zijn ook geïdentificeerd in families met de ziekte van Alzheimer. Volwassen Notch3-knock-outmuizen vertonen onvolledige neuronale rijping in de dorsale hoorn van het ruggenmerg, wat resulteert in permanent verhoogde nociceptieve pijngevoeligheid.
Mutaties in Notch3 zijn geassocieerd met het laterale meningocele-syndroom.
Mutaties in het Notch4-gen kunnen in een klein deel van de gevallen worden geassocieerd met vatbaarheid voor schizofrenie.